# Neolimnomyia garhwalensis
Neolimnomyia garhwalensis är en tvåvingeart som först beskrevs av Alexander 1973.  Neolimnomyia garhwalensis ingår i släktet Neolimnomyia och familjen småharkrankar. Inga underarter finns listade i Catalogue of Life.